# Shin – Cậu bé bút chì: Nhật ký khủng long của chúng mình
Shin – Cậu bé bút chì: Nhật ký khủng long của chúng mình (クレヨンしんちゃん オラたちの恐竜日記 Eiga Crayon Shin-chan: Ora-tachi no Kyōryū Nikki) là một bộ phim điện ảnh anime của Nhật Bản và là phần phim thứ 31 của loạt phim Shin – Cậu bé bút chì. Bộ phim được công chiếu tại Nhật Bản vào ngày 9 tháng 8 năm 2024, còn tại Việt Nam bộ phim khởi chiếu vào ngày 23 tháng 8 năm 2024.

## Sơ lược

Áp phích tiếng Nhật chính thức cho bộ phim.

Trong đoạn xem trước được chiếu sau khi kết thúc của tác phẩm trước đó là Shin – Cậu bé bút chì: Đại chiến siêu năng lực ~ Sushi bay ~, Shinnosuke đang dắt Bạch Tuyết đi dạo, hai chủng loài khủng long bất ngờ xuất hiện và một con Pteranodon bay ngang qua, Shinnosuke và Bạch Tuyết đang ở trên cổ con Tyrannosaurus. Vào cuối tập anime phát sóng vào ngày 9 tháng 12 năm 2023, tựa đề của bộ phim chính thức được công bố là "クレヨンしんちゃん オラたちの恐竜日記 (Eiga Crayon Shin-chan: Ora-tachi no Kyōryū Nikki)". Sau đó, vào ngày 21 tháng 2 năm 2024, trên kênh YouTube chính thức đã thông báo rằng phim sẽ được phát hành vào ngày 9 tháng 8 kèm theo một đoạn xem trước. Tại thị trường Việt Nam, công ty NewGates Corp chịu trách nhiệm cấp phép tác phẩm, đồng thời dự kiến phát hành bộ phim vào mùa hè năm 2024.

## Nhân vật

### Gia đình Nohara
Nohara Hiroshi (野原 ひろし)
Lồng tiếng Việt: Minh Thành
Lồng tiếng bởi: Morikawa Toshiyuki
Nohara Misae (野原 みさえ)
Lồng tiếng Việt: Lê Hà
Lồng tiếng bởi: Narahashi Miki
Nohara Shinnosuke (野原 しんのすけ)
Lồng tiếng Việt: Xuân Huy
Lồng tiếng bởi: Kobayashi Yumiko
Nohara Himawari (野原 ひまわり)
Lồng tiếng bởi: Kōrogi Satomi
Bạch Tuyết (シロ Shiro)
Lồng tiếng bởi: Mashiba Mari

### Nhân vật khác
Nana (ナナ)
Lồng tiếng bởi: Mizuki Nana
Chú khủng long nhỏ mà Bạch Tuyết bắt gặp bên bờ sông Kasukabe.
Billy (ビリー)
Lồng tiếng bởi: Kitamura Takumi
Một nhà nghiên cứu sinh học có niềm yêu thích đối với khủng long
Billy (thời thơ ấu) (ビリー（幼少期）)
Lồng tiếng bởi: Uchida Maaya
Itō Ammoner (アンモナー伊藤)
Lồng tiếng bởi: Itō Shunsuke
Chū (チュウ)
Lồng tiếng bởi: Hatanaka Yū
Nhân viên tại Dino's Island

## Sản xuất
Đạo diễn của bộ phim là Shinobu Sasaki, người đã đảm nhiệm chỉ đạo sản xuất cho các bộ phim "Crayon Shin-chan: Bakauma! B-kyū Gourmet Survival!!" (2013) và "Shin – Cậu bé bút chì: Truyền thuyết nhẫn thuật Ninja" (2022). Kịch bản được viết bởi Moral, người cũng đã tham gia viết kịch bản cho loạt phim trên truyền hình.

## Nhạc phim
Vào ngày 13 tháng 6 năm 2024, có thông báo rằng bài hát Omoide wo Kakenukete, sáng tác bởi My Hair is Bad sẽ là bài hát chủ đề của phim.

## Truyện tranh
Trước khi bộ phim được phát hành, trên "manga-shinchan.com" đã đăng phiên bản truyện tranh nhiều kỳ trong một khoảng thời gian giới hạn và phiên bản truyện tranh này được vẽ bởi Mirei Takada. Tính tới thời điểm hiện tại đã có tổng cộng năm tập truyện đã được phát hành, trong đó tập đầu tiên được phát hành vào ngày 20 tháng 5 năm 2024, tập thứ hai vào ngày 5 tháng 6, tập thứ ba vào ngày 20 tháng 6, tập thứ tư vào ngày 5 tháng 7 và tập thứ năm vào ngày 20 tháng 7 năm 2024.